# Oleksandr Zintsjenko (voetballer)
Oleksandr Volodymyrovytsj Zintsjenko (Oekraïens: Олександр Володимирович Зінченко; Zjytomyr, 15 december 1996) is een Oekraïens voetballer die doorgaans speelt als linksback of middenvelder. In juli 2022 verruilde hij Manchester City voor Arsenal. Zintsjenko maakte in 2015 zijn debuut in het Oekraïens voetbalelftal.

## Clubcarrière
Zintsjenko speelde in de jeugd van Monolit Illitsjivsk tot hij in 2009 werd opgenomen in de jeugdopleiding van Sjachtar Donetsk. Hierin was hij vijf jaar actief. Zintsjenko verliet Sjachtar Donetsk in 2014 en had toen een paar maanden geen club. Hij tekende in februari 2015 vervolgens bij FK Oefa. Hiervoor debuteerde hij op 20 maart van dat jaar in het betaald voetbal. Hij deed die dag mee tijdens een met 0–2 verloren wedstrijd in de Premjer-Liga, tegen FK Krasnodar. Hij tekende op 25 juli 2015 voor zijn eerste doelpunt voor Oefa, toen FK Rostov in een thuiswedstrijd met 1–2 te sterk was.
Zintsjenko tekende in juli 2016 een contract tot medio 2021 bij Manchester City. Dat betaalde circa twee miljoen euro voor hem aan FK Oefa. De Engelse club verhuurde hem in augustus 2016 voor één seizoen aan PSV, dat daarbij een optie kreeg om de huurperiode met een jaar te verlengen. Zintsjenko sloot na een interland met Oekraïne die plaatsvond op 5 september 2016 aan bij de Eindhovense club. Hij keerde alleen met een blessure terug uit eigen land. Mede hierdoor duurde het tot 1 oktober 2016 voor hij debuteerde voor PSV. Hij viel die dag in de 55e minuut in voor Andrés Guardado tijdens een competitiewedstrijd uit bij sc Heerenveen. Die eindigde in 1–1. Zintsjenko debuteerde op 19 oktober 2016 namens PSV in de UEFA Champions League, tijdens een met 4–1 verloren groepswedstrijd uit bij Bayern München. Hij viel die dag in de vijfentachtigste minuut in voor Daniel Schwaab. Het lukte hem gedurende het seizoen niet om basisspeler te worden. In plaats daarvan kwam hij steeds minder aan bod. Zintsjenko keerde in juli 2017 terug naar Manchester City. Hier kreeg hij vanaf december 2017 steeds meer speeltijd. Eerst veertien wedstrijden in het seizoen 2017/18 en meer dan het dubbele in 2018/19. Zintsjenko en City verlengden zijn contract in juni 2019 tot medio 2024. Hij kreeg voor het seizoen 2019/20 het rugnummer 11 toegewezen.
Bij Manchester City werd Zintsjenko vier keer kampioen en eenmaal tweede in vijf seizoenen. In de zomer van 2022 verkaste hij naar Arsenal voor een bedrag van circa vijfendertig miljoen euro. In Londen zette hij zijn handtekening onder een verbintenis voor de duur van vier seizoenen.

## Clubstatistieken
| Seizoen | Club            | Competitie     | Competitie | Competitie | Beker | Beker | Internationaal | Internationaal | Totaal | Totaal |
| Seizoen | Club            | Competitie     | Wed.       | Dlp.       | Wed.  | Dlp.  | Wed.           | Dlp.           | Wed.   | Dlp.   |
| ------- | --------------- | -------------- | ---------- | ---------- | ----- | ----- | -------------- | -------------- | ------ | ------ |
| 2014/15 | FK Oefa         | Premjer-Liga   | 7          | 0          | 0     | 0     | —              | —              | 7      | 0      |
| 2015/16 | FK Oefa         | Premjer-Liga   | 24         | 2          | 2     | 0     | —              | —              | 26     | 2      |
| 2016/17 | Manchester City | Premier League | —          | —          | —     | —     | —              | —              | 0      | 0      |
| 2016/17 | → PSV           | Eredivisie     | 12         | 0          | 1     | 0     | 4              | 0              | 17     | 0      |
| 2016/17 | → Jong PSV      | Eerste divisie | 7          | 0          | —     | —     | —              | —              | 7      | 0      |
| 2017/18 | Manchester City | Premier League | 8          | 0          | 5     | 0     | 1              | 0              | 14     | 0      |
| 2018/19 | Manchester City | Premier League | 14         | 0          | 10    | 1     | 5              | 0              | 29     | 1      |
| 2019/20 | Manchester City | Premier League | 19         | 0          | 3     | 1     | 2              | 0              | 24     | 1      |
| 2020/21 | Manchester City | Premier League | 20         | 0          | 3     | 0     | 9              | 0              | 32     | 0      |
| 2021/22 | Manchester City | Premier League | 15         | 0          | 5     | 0     | 8              | 0              | 28     | 0      |
| 2022/23 | Arsenal         | Premier League | 27         | 1          | 3     | 0     | 3              | 0              | 33     | 1      |
| 2023/24 | Arsenal         | Premier League | 27         | 1          | 2     | 0     | 6              | 0              | 35     | 1      |
| 2024/25 | Arsenal         | Premier League | 15         | 0          | 2     | 0     | 6              | 1              | 23     | 1      |
| Totaal  | Totaal          | Totaal         | 189        | 4          | 36    | 2     | 43             | 1              | 268    | 7      |

Bijgewerkt op 18 juni 2025.

## Interlandcarrière
Zintsjenko maakte op 12 oktober 2015 zijn debuut in het Oekraïens voetbalelftal, tijdens een met 0-1 verloren EK-kwalificatieduel tegen Spanje. Hij mocht van coach Mychajlo Fomenko drie minuten voor tijd invallen voor Roeslan Rotan. Zintsjenko maakte op 29 mei 2016 zijn eerste interlanddoelpunt, de 1–2 tijdens een met 3–4 gewonnen oefeninterland in en tegen Roemenië. Hij was op dat moment 19 jaar en 165 dagen oud en onttroonde daarmee Andrij Sjevtsjenko als jongste doelpuntenmaker ooit in het shirt van Oekraïne. Zintsjenko nam in juni 2016 met Oekraïne deel aan het Europees kampioenschap voetbal 2016 in Frankrijk. Oekraïne werd hierop in de groepsfase uitgeschakeld na nederlagen tegen Duitsland (0–2), Noord-Ierland (0–2) en Polen (0–1). Op 24 maart 2021 speelde hij zijn zesendertigste interland. Omdat vaste aanvoerder Andrij Pjatov niet speelde, kreeg Zintsjenko de aanvoerdersband van bondscoach Andrij Sjevtsjenko. Hij speelde de gehele wedstrijd mee en zag het 1–1 worden door doelpunten van Antoine Griezmann en Serhij Sydortsjoek.
Zintsjenko werd in april 2021 door Sjevtsjenko opgenomen in de voorselectie voor het uitgestelde EK 2020. In juni nam Sjevtsjenko hem ook op in zijn definitieve selectie. Op het toernooi werd Oekraïne in de kwartfinales uitgeschakeld door Engeland (0–4), nadat in de groepsfase was verloren van Nederland (3–2) en Oostenrijk (0–1), gewonnen van Noord-Macedonië (2–1) en in de achtste finales werd na verlengingen gewonnen van Zweden (1–2). Zintsjenko speelde in alle wedstrijden mee en kwam tegen Zweden ook tot scoren. Zijn toenmalige teamgenoten Kevin De Bruyne (België), Nathan Aké (Nederland), Kyle Walker, John Stones, Raheem Sterling, Phil Foden (allen Engeland), Ferran Torres, Eric García, Rodri, Aymeric Laporte (allen Spanje), İlkay Gündoğan (Duitsland), Rúben Dias en Bernardo Silva (beiden Portugal) waren ook actief op het EK.
In mei 2024 werd Zintsjenko door bondscoach Serhij Rebrov opgenomen in de selectie van Oekraïne voor het EK 2024 in Duitsland. Oekraïne werd in de groepsfase uitgeschakeld na een nederlaag tegen Roemenië (3–0), een overwinning op Slowakije (1–2) en een gelijkspel tegen België (0–0). Zintsjenko kwam op het EK in alle duels in actie. Zijn toenmalige clubgenoten Kai Havertz (Duitsland), David Raya (Spanje), Jorginho (Italië), Declan Rice, Bukayo Saka, Aaron Ramsdale (allen Engeland), Jakub Kiwior (Polen), William Saliba (Frankrijk) en Leandro Trossard (België) waren ook actief op het toernooi.
| Interlands van Oleksandr Zintsjenko voor Oekraïne | Interlands van Oleksandr Zintsjenko voor Oekraïne | Interlands van Oleksandr Zintsjenko voor Oekraïne | Interlands van Oleksandr Zintsjenko voor Oekraïne | Interlands van Oleksandr Zintsjenko voor Oekraïne | Interlands van Oleksandr Zintsjenko voor Oekraïne |
| №                                                 | Datum                                             | Wedstrijd                                         | Uitslag                                           | Competitie                                        | Goals                                             |
| Als speler bij FK Oefa                            | Als speler bij FK Oefa                            | Als speler bij FK Oefa                            | Als speler bij FK Oefa                            | Als speler bij FK Oefa                            | Als speler bij FK Oefa                            |
| ------------------------------------------------- | ------------------------------------------------- | ------------------------------------------------- | ------------------------------------------------- | ------------------------------------------------- | ------------------------------------------------- |
| 1                                                 | 12 oktober 2015                                   | Oekraïne – Spanje                                 | 0 – 1                                             | EK 2016 kwalificatie                              |                                                   |
| 2                                                 | 29 mei 2016                                       | Roemenië – Oekraïne                               | 3 – 4                                             | Vriendschappelijk                                 | 48'                                               |
| 3                                                 | 3 juni 2016                                       | Albanië – Oekraïne                                | 1 – 3                                             | Vriendschappelijk                                 |                                                   |
| 4                                                 | 12 juni 2016                                      | Duitsland – Oekraïne                              | 2 – 0                                             | EK 2016                                           |                                                   |
| 5                                                 | 16 juni 2016                                      | Oekraïne – Noord-Ierland                          | 0 – 2                                             | EK 2016                                           |                                                   |
| 6                                                 | 21 juni 2016                                      | Oekraïne – Polen                                  | 0 – 1                                             | EK 2016                                           |                                                   |
| Als speler bij PSV                                |                                                   |                                                   |                                                   |                                                   |                                                   |
| 7                                                 | 5 september 2016                                  | Oekraïne – IJsland                                | 1 – 1                                             | WK 2018 kwalificatie                              |                                                   |
| 8                                                 | 6 oktober 2016                                    | Turkije – Oekraïne                                | 2 – 2                                             | WK 2018 kwalificatie                              |                                                   |
| 9                                                 | 9 oktober 2016                                    | Oekraïne – Kosovo                                 | 3 – 0                                             | WK 2018 kwalificatie                              |                                                   |
| 10                                                | 12 november 2016                                  | Oekraïne – Finland                                | 1 – 0                                             | WK 2018 kwalificatie                              |                                                   |
| 11                                                | 15 november 2016                                  | Oekraïne – Servië                                 | 2 – 0                                             | Vriendschappelijk                                 |                                                   |
| Als speler bij Manchester City                    |                                                   |                                                   |                                                   |                                                   |                                                   |
| 12                                                | 2 september 2017                                  | Oekraïne – Turkije                                | 2 – 0                                             | WK 2018 kwalificatie                              |                                                   |
| 13                                                | 5 september 2017                                  | IJsland – Oekraïne                                | 2 – 0                                             | WK 2018 kwalificatie                              |                                                   |
| 14                                                | 23 maart 2018                                     | Saoedi-Arabië – Oekraïne                          | 1 – 1                                             | Vriendschappelijk                                 |                                                   |
| 15                                                | 27 maart 2018                                     | Japan – Oekraïne                                  | 1 – 2                                             | Vriendschappelijk                                 |                                                   |
| 16                                                | 31 mei 2018                                       | Marokko – Oekraïne                                | 0 – 0                                             | Vriendschappelijk                                 |                                                   |
| 17                                                | 3 juni 2018                                       | Albanië – Oekraïne                                | 1 – 4                                             | Vriendschappelijk                                 |                                                   |
| 18                                                | 6 september 2018                                  | Tsjechië – Oekraïne                               | 1 – 2                                             | Nations League 2018/19                            | 90+3'                                             |
| 19                                                | 9 september 2018                                  | Oekraïne – Slowakije                              | 1 – 0                                             | Nations League 2018/19                            |                                                   |
| 20                                                | 10 oktober 2018                                   | Italië – Oekraïne                                 | 1 – 1                                             | Vriendschappelijk                                 |                                                   |
| 21                                                | 16 oktober 2018                                   | Oekraïne – Tsjechië                               | 1 – 0                                             | Nations League 2018/19                            |                                                   |
| 22                                                | 16 november 2018                                  | Slowakije – Oekraïne                              | 4 – 1                                             | Nations League 2018/19                            |                                                   |
| 23                                                | 20 november 2018                                  | Turkije – Oekraïne                                | 0 – 0                                             | Vriendschappelijk                                 |                                                   |
| 24                                                | 22 maart 2019                                     | Portugal – Oekraïne                               | 0 – 0                                             | EK 2020 kwalificatie                              |                                                   |
| 25                                                | 25 maart 2019                                     | Luxemburg – Oekraïne                              | 1 – 2                                             | EK 2020 kwalificatie                              |                                                   |
| 26                                                | 7 juni 2019                                       | Oekraïne – Servië                                 | 5 – 0                                             | EK 2020 kwalificatie                              |                                                   |
| 27                                                | 10 juni 2019                                      | Oekraïne – Luxemburg                              | 1 – 0                                             | EK 2020 kwalificatie                              |                                                   |
| 28                                                | 7 september 2019                                  | Litouwen – Oekraïne                               | 0 – 3                                             | EK 2020 kwalificatie                              | 7'                                                |
| 29                                                | 10 september 2019                                 | Oekraïne – Nigeria                                | 2 – 2                                             | Vriendschappelijk                                 | 78'                                               |
| 30                                                | 11 oktober 2019                                   | Oekraïne – Litouwen                               | 2 – 0                                             | EK 2020 kwalificatie                              |                                                   |
| 31                                                | 14 oktober 2019                                   | Oekraïne – Portugal                               | 2 – 1                                             | EK 2020 kwalificatie                              |                                                   |
| 32                                                | 3 september 2020                                  | Oekraïne – Zwitserland                            | 2 – 1                                             | Nations League 2020/21                            | 69'                                               |
| 33                                                | 6 september 2020                                  | Spanje – Oekraïne                                 | 4 – 0                                             | Nations League 2020/21                            |                                                   |
| 34                                                | 11 november 2020                                  | Polen – Oekraïne                                  | 2 – 0                                             | Vriendschappelijk                                 |                                                   |
| 35                                                | 14 november 2020                                  | Duitsland – Oekraïne                              | 3 – 1                                             | EK 2020 kwalificatie                              |                                                   |
| 36                                                | 24 maart 2021                                     | Frankrijk – Oekraïne                              | 1 – 1                                             | WK 2022 kwalificatie                              |                                                   |
| 37                                                | 28 maart 2021                                     | Oekraïne – Finland                                | 1 – 1                                             | WK 2022 kwalificatie                              |                                                   |
| 38                                                | 31 maart 2021                                     | Oekraïne – Kazachstan                             | 1 – 1                                             | WK 2022 kwalificatie                              |                                                   |
| 39                                                | 7 juni 2021                                       | Oekraïne – Cyprus                                 | 4 – 0                                             | Vriendschappelijk                                 | 45+2'                                             |
| 40                                                | 13 juni 2021                                      | Nederland – Oekraïne                              | 3 – 2                                             | EK 2020                                           |                                                   |
| 41                                                | 17 juni 2021                                      | Oekraïne – Noord-Macedonië                        | 2 – 1                                             | EK 2020                                           |                                                   |
| 42                                                | 21 juni 2021                                      | Oekraïne – Oostenrijk                             | 0 – 1                                             | EK 2020                                           |                                                   |
| 43                                                | 29 juni 2021                                      | Zweden – Oekraïne                                 | 1 – 2 (n.v.)                                      | EK 2020                                           | 27'                                               |
| 44                                                | 3 juli 2021                                       | Oekraïne – Engeland                               | 0 – 4                                             | EK 2020                                           |                                                   |
| 45                                                | 1 september 2021                                  | Kazachstan – Oekraïne                             | 2 – 2                                             | WK 2022 kwalificatie                              |                                                   |
| 46                                                | 8 september 2021                                  | Tsjechië – Oekraïne                               | 1 – 1                                             | Vriendschappelijk                                 |                                                   |
| 47                                                | 11 november 2021                                  | Oekraïne – Bulgarije                              | 1 – 1                                             | Vriendschappelijk                                 |                                                   |
| 48                                                | 16 november 2021                                  | Bosnië en Herzegovina – Oekraïne                  | 0 – 2                                             | WK 2022 kwalificatie                              |                                                   |
| 49                                                | 1 juni 2022                                       | Schotland – Oekraïne                              | 1 – 3                                             | WK 2022 kwalificatie                              |                                                   |
| 50                                                | 5 juni 2022                                       | Wales – Oekraïne                                  | 1 – 0                                             | WK 2022 kwalificatie                              |                                                   |
| 51                                                | 11 juni 2022                                      | Oekraïne – Armenië                                | 3 – 0                                             | Nations League 2022/23                            |                                                   |
| 52                                                | 14 juni 2022                                      | Oekraïne – Ierland                                | 1 – 1                                             | Nations League 2022/23                            |                                                   |
| Als speler bij Arsenal                            |                                                   |                                                   |                                                   |                                                   |                                                   |
| 53                                                | 26 maart 2023                                     | Engeland – Oekraïne                               | 2 – 0                                             | EK 2024 kwalificatie                              |                                                   |
| 54                                                | 9 september 2023                                  | Oekraïne – Engeland                               | 1 – 1                                             | EK 2024 kwalificatie                              | 29'                                               |
| 55                                                | 12 september 2023                                 | Italië – Oekraïne                                 | 2 – 1                                             | EK 2024 kwalificatie                              |                                                   |
| 56                                                | 14 oktober 2023                                   | Oekraïne – Noord-Macedonië                        | 2 – 0                                             | EK 2024 kwalificatie                              |                                                   |
| 57                                                | 17 oktober 2023                                   | Malta – Oekraïne                                  | 1 – 3                                             | EK 2024 kwalificatie                              |                                                   |
| 58                                                | 20 november 2023                                  | Oekraïne – Italië                                 | 0 – 0                                             | EK 2024 kwalificatie                              |                                                   |
| 59                                                | 21 maart 2024                                     | Bosnië en Herzegovina – Oekraïne                  | 1 – 2                                             | EK 2024 kwalificatie                              |                                                   |
| 60                                                | 26 maart 2024                                     | Oekraïne – IJsland                                | 2 – 1                                             | EK 2024 kwalificatie                              |                                                   |
| 61                                                | 3 juni 2024                                       | Duitsland – Oekraïne                              | 0 – 0                                             | Vriendschappelijk                                 |                                                   |
| 62                                                | 7 juni 2024                                       | Polen – Oekraïne                                  | 3 – 1                                             | Vriendschappelijk                                 |                                                   |
| 63                                                | 11 juni 2024                                      | Moldavië – Oekraïne                               | 0 – 4                                             | Vriendschappelijk                                 |                                                   |
| 64                                                | 17 juni 2024                                      | Roemenië – Oekraïne                               | 3 – 0                                             | EK 2024                                           |                                                   |
| 65                                                | 21 juni 2024                                      | Slowakije – Oekraïne                              | 1 – 2                                             | EK 2024                                           |                                                   |
| 66                                                | 26 juni 2024                                      | Oekraïne – België                                 | 0 – 0                                             | EK 2024                                           |                                                   |
| 67                                                | 7 september 2024                                  | Oekraïne – Albanië                                | 1 – 2                                             | Nations League 2024/25                            |                                                   |
| 68                                                | 10 september 2024                                 | Tsjechië – Oekraïne                               | 3 – 2                                             | Nations League 2024/25                            |                                                   |
| 69                                                | 19 november 2024                                  | Albanië – Oekraïne                                | 1 – 2                                             | Nations League 2024/25                            | 5'                                                |
| 70                                                | 20 maart 2025                                     | Oekraïne – België                                 | 3 – 1                                             | Nations League 2024/25                            |                                                   |
| 71                                                | 23 maart 2025                                     | België – Oekraïne                                 | 3 – 0                                             | Nations League 2024/25                            |                                                   |
| 72                                                | 7 juni 2025                                       | Canada – Oekraïne                                 | 0 – 4                                             | Vriendschappelijk                                 | 90+2' (pen.)                                      |
| 73                                                | 10 juni 2025                                      | Nieuw-Zeeland – Oekraïne                          | 0 – 4                                             | Vriendschappelijk                                 | 75'                                               |

Bijgewerkt op 18 juni 2025.

## Erelijst
| Competitie                        |                 |                                    |                 |                 |
| Competitie                        | Aantal          | Jaren                              |                 |                 |
| Manchester City                   | Manchester City | Manchester City                    | Manchester City | Manchester City |
| --------------------------------- | --------------- | ---------------------------------- | --------------- | --------------- |
| Premier League                    | 4               | 2017/18, 2018/19, 2020/21, 2021/22 |                 |                 |
| FA Cup                            | 1               | 2018/19                            |                 |                 |
| EFL Cup                           | 4               | 2017/18, 2018/19, 2019/20, 2020/21 |                 |                 |
| FA Community Shield               | 2               | 2018, 2019                         |                 |                 |
| Individueel                       |                 |                                    |                 |                 |
| Oekraïens voetballer van het jaar | 1               | 2019                               |                 |                 |